# 全線全駅鉄道の旅
『全線全駅鉄道の旅』（ぜんせんぜんえきてつどうのたび）は、小学館から出版された、セットものの書籍である。初版（全10巻）は、1981年12月から1982年11月にかけて出版され、その後1990年12月から1991年11月まで新訂版（全10巻+別冊2巻）が出版された。

## 概要
鉄道紀行作家の宮脇俊三と鉄道歴史学者の原田勝正を主任編集委員に、鉄道友の会会員やフリーライターなどがその巻に収録されている路線の概要や沿線概況を、列車や風景の写真を交えながら解説されている。初版で収録された路線の一部が廃線になったり、第三セクターに転換されたりしたため、新訂版が出版された。

## 収録内容

### 新訂版
- 5.東海道1900キロ 表紙：スーパービュー踊り子 1990年12月発売

東海道新幹線、山陽新幹線(新大阪～新神戸)、東海道本線、御殿場線、箱根登山鉄道、伊豆箱根鉄道、伊東線、伊豆急行、岳南鉄道、静岡鉄道、大井川鐵道、身延線、飯田線、武豊線、天竜浜名湖鉄道、愛知環状鉄道、樽見鉄道、遠州鉄道、豊橋鉄道
- 1.北海道2800キロ 表紙：北斗星 1991年1月発売

海峡線、函館本線、江差線、札沼線、深名線、函館市電、札幌市電、札幌市営地下鉄、室蘭本線、千歳線、石勝線、日高本線、根室本線、富良野線、北海道ちほく高原鉄道、石北本線、釧網本線、宗谷本線、留萌本線
- 9.山陽・四国3300キロ 表紙：キハ185系特急 1991年2月発売

山陽新幹線、博多南線、山陽本線、赤穂線、呉線、岩徳線、宇部線、小野田線、同和鉱業片上鉄道線、水島臨海鉄道、岡山電気軌道、広島電鉄、姫新線、津山線、吉備線、福塩線、芸備線、可部線、山口線、美祢線、錦川鉄道、宇野線、本四備讃線、下津井電鉄、予讃線、内子線、土讃線、予土線、土佐くろしお鉄道、伊予鉄道、高松琴平電鉄、土佐電気鉄道、高徳線、徳島線、牟岐線、鳴門線
- 6.中央・上信越2200キロ 表紙：パノラマしなの 1991年3月発売

上越新幹線、上越線、信越本線、吾妻線、飯山線、越後線、弥彦線、上田交通、長野電鉄、蒲原鉄道、新潟交通、中央本線(高尾～塩尻、名古屋～塩尻)、小海線、篠ノ井線、大糸線、太多線、明知鉄道、富士急行、松本電気鉄道、高山本線、長良川鉄道、神岡鉄道
- 8.近畿1300キロ 表紙：関西本線113系 1991年4月発売

大阪環状線、桜島線、福知山線、播但線、加古川線、三木鉄道、北条鉄道、関西本線、奈良線、片町線、桜井線、草津線、信楽高原鐵道、近江鉄道、紀勢本線、名松線、参宮線、和歌山線、阪和線、伊勢鉄道、三岐鉄道、紀州鉄道、有田鉄道、野上電気鉄道
- 7.北陸・山陰2300キロ 表紙：タンゴエクスプローラー 1991年5月発売

湖西線、北陸本線、越美北線、七尾線、のと鉄道、氷見線、城端線、富山港線、福井鉄道、京福電気鉄道(福井)、北陸鉄道、加越能鉄道、富山地方鉄道、黒部峡谷鉄道、小浜線、舞鶴線、北近畿タンゴ鉄道、山陰本線、因美線、伯備線、境線、木次線、三江線、若桜鉄道、一畑電気鉄道
- 2.東北3000キロ 表紙：スーパーひたち 1991年6月発売

東北新幹線、東北本線(黒磯～青森)、常磐線(水戸～岩沼)、水郡線、磐越東線、磐越西線、只見線、野岩鉄道、会津鉄道、阿武隈急行、福島交通、茨城交通、日立電鉄、仙台市地下鉄、仙石線、石巻線、気仙沼線、大船渡線、釜石線、山田線、岩泉線、八戸線、大湊線、三陸鉄道、岩手開発鉄道、栗原電鉄、十和田観光電鉄、南部縦貫鉄道、下北交通
- 10.九州2500キロ 表紙：ゆふいんの森 1991年7月発売

鹿児島本線、香椎線、篠栗線、三角線、肥薩線、指宿枕崎線、甘木鉄道、くま川鉄道、熊本電気鉄道、熊本市電、鹿児島市電、筑豊本線、日田彦山線、後藤寺線、平成筑豊鉄道、長崎本線、佐世保線、筑肥線、唐津線、大村線、松浦鉄道、長崎電気軌道、久大本線、豊肥本線、南阿蘇鉄道、日豊本線、吉都線、日南線、高千穂鉄道
- 4.関東2100キロ 表紙：成田エクスプレス 1991年8月発売

横須賀線、山手線、鶴見線、根岸線、武蔵野線、南武線、横浜線、相模線、江ノ島電鉄、中央本線(東京～高尾)、青梅線、五日市線、八高線、東北本線(東京～黒磯)、高崎線、埼京線、川越線、両毛線、日光線、烏山線、わたらせ渓谷鉄道、秩父鉄道、上毛電気鉄道、上信電鉄、常磐線(日暮里～水戸)、水戸線、真岡鐵道、関東鉄道、鹿島鉄道、総武本線、京葉線、内房線、外房線、東金線、久留里線、成田線、成田空港高速鉄道、鹿島線、鹿島臨海鉄道、いすみ鉄道、小湊鉄道、銚子電鉄
- 3.奥羽・羽越1800キロ 表紙：400系新幹線 1991年9月発売

奥羽本線、羽越本線、白新線、米坂線、左沢線、仙山線、陸羽東線、陸羽西線、北上線、田沢湖線、花輪線、男鹿線、五能線、津軽線、山形鉄道、秋田内陸縦貫鉄道、由利高原鉄道、小坂鉄道、弘南鉄道、津軽鉄道
- 別冊2 大阪・神戸・京都・福岡の私鉄 表紙：近鉄アーバンライナー 1991年10月発売

近畿日本鉄道、南海電気鉄道、阪堺電気軌道、水間鉄道、京阪電気鉄道、京福電気鉄道、叡山電鉄、嵯峨野観光鉄道、阪急電鉄、北大阪急行、能勢電鉄、阪神電気鉄道、山陽電気鉄道、神戸電鉄、北神急行電鉄、西日本鉄道、筑豊電気鉄道、京都市営地下鉄、大阪市営地下鉄、神戸市営地下鉄、福岡市営地下鉄、大阪府都市開発、大阪高速鉄道、神戸高速鉄道、神戸新交通、北九州高速鉄道
- 別冊1 東京・横浜・千葉・名古屋の私鉄 表紙：小田急HiSEロマンスカー 1991年11月発売

京浜急行電鉄、東京急行電鉄、小田急電鉄、京王電鉄、西武鉄道、東武鉄道、総武流山電鉄、山万、京成電鉄、新京成電鉄、北総開発鉄道、東京モノレール、湘南モノレール、相模鉄道、名古屋鉄道、営団地下鉄、都営地下鉄、都電荒川線、上野懸垂線、横浜市営地下鉄、名古屋市営地下鉄、埼玉新都市交通、千葉都市モノレール、都市基盤整備公団、横浜新都市交通（現・横浜シーサイドライン）、桃花台新交通

## スタッフ
小学館の鉄道シリーズ編集委員
宮脇俊三（鉄道紀行作家）
原田勝正（鉄道歴史学者）
その他著者
野崎一哉（鉄道友の会会員）
松尾定行（フリーライター）
眞船直樹（レールウェイリサーチャー）
寺田裕一（日本レイルファンクラブ会員）
小林隆雄（私鉄倶楽部会員）
写真
栗原隆司、中村憲正、眞船直樹、加藤正、佐々倉実、梅木隆秀、安田就規、若林賢治、佐藤真吾、増田晴一、八木直樹、斎藤義宣、寺田裕一、瀬古龍雄、植松俊雄、和気隆三、中山昭則、宇都宮照信、斎藤優、木下武、田澤義郎、鉄道ジャーナル社
イラスト
柳原良平
資料提供
北海道旅客鉄道、東日本旅客鉄道、東海旅客鉄道、西日本旅客鉄道、四国旅客鉄道、九州旅客鉄道、日本貨物鉄道、北海道ちほく高原鉄道、野岩鉄道、会津鉄道、阿武隈急行、仙台市交通局、三陸鉄道、秋田内陸縦貫鉄道、山形鉄道、由利高原鉄道、いすみ鉄道、鹿島臨海鉄道、真岡鉄道、わたらせ渓谷鉄道、伊豆急行、大井川鐵道、天竜浜名湖鉄道、愛知環状鉄道、樽見鉄道、明知鉄道、長良川鉄道、神岡鉄道、のと鉄道、若桜鉄道、北近畿タンゴ鉄道、北条鉄道、信楽高原鐵道、伊勢鉄道、錦川鉄道、土佐くろしお鉄道、甘木鉄道、くま川鉄道、平成筑豊鉄道、松浦鉄道、南阿蘇鉄道、高千穂鉄道、鹿児島市交通局、日本鉄道建設公団、本州四国連絡橋公団、朝日新聞社、交通博物館、神奈川県立博物館